# 3482 Lesnaya
3482 Lesnaya(1975 VY4) este un asteroid din centura principală, descoperit pe 2 noiembrie 1975 de către T. Smirnova la Nauchnyj.